# Route nationale 2 (Haïti)
Pour les articles homonymes, voir Route nationale 2.
La route nationale 2, RN 2 ou route du sud, est une route nationale d'Haïti, reliant la capitale Port-au-Prince et Les Cayes.

## Présentation
La route nationale 2 est la route interdépartementale du sud du réseau routier haïtien. 
Elle s'étend de l'extrémité ouest de la péninsule de Tiburon, près du passage du Vent et du détroit de la Jamaïque, à l'avenue des Quatre Chemins (Arrondissement des Cayes) dans le département du Sud jusqu'à son croisement de la RN 1 à Port-au-Prince. 
Les villes traversées d'Ouest en Est par la RN 2 sont, entre-autres, Les Cayes, Aquin, Miragoâne, Léogâne, Petit-Goâve, Gressier, Carrefour et Port-au-Prince.
La RN 2 est la troisième plus longue route d'Haïti, après la RN1  et la RN3 .

## Tracé
- Les Cayes
- Cavaillon
- Saint-Louis-du-Sud
- Aquin
- Fonds-des-Nègres
- Miragoâne
- Léogâne
- Petit-Goâve
- Gressier
- Carrefour
- Port-au-Prince